# Admiral Hipper
Die Admiral Hipper war ein Schwerer Kreuzer und das Typschiff der Admiral-Hipper-Klasse der deutschen Kriegsmarine im Zweiten Weltkrieg. Der Kreuzer wurde als Kreuzer H bestellt und war das zweite Schiff seiner Klasse. Da es bei dem eigentlichen Typschiff Blücher zu Bauverzögerungen kam, lief die von Blohm & Voss in Hamburg gebaute Admiral Hipper als erstes Schiff ihrer Klasse vom Stapel. Das Schiff wurde nach Franz von Hipper, Befehlshaber der Aufklärungsschiffe der Hochseeflotte, in der Skagerrakschlacht und späterer Oberbefehlshaber der Hochseeflotte der Kaiserlichen Marine im Ersten Weltkrieg, benannt. Die Taufrede hielt der Oberbefehlshaber der Kriegsmarine Erich Raeder. Taufpatin war seine Ehefrau Erika Raeder, geb. Hindermann.

## Geschichte

### Beginn Zweiter Weltkrieg

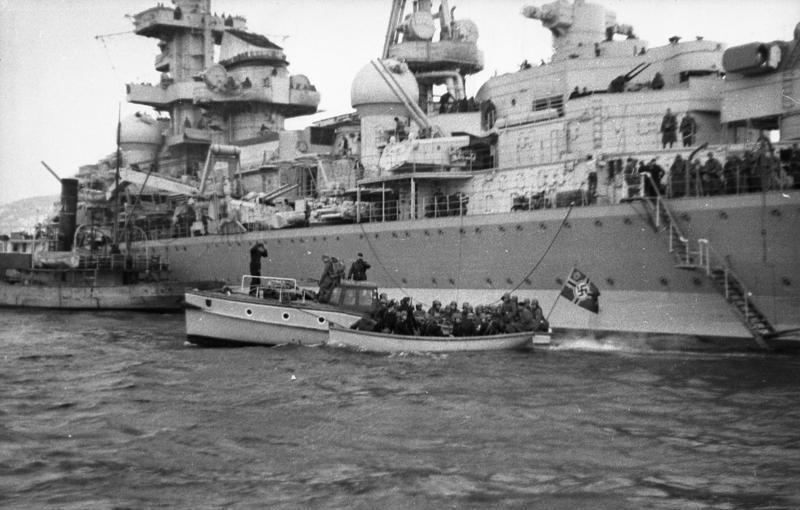
Deutsche Truppen werden vom Kreuzer Admiral Hipper während des Unternehmens Weserübung abgesetzt

Die Admiral Hipper befand sich bei Kriegsbeginn noch zur Erprobung in der Ostsee. Vom 6. November 1939 bis 12. Januar 1940 wurden bei Blohm & Voss in Hamburg einige Umbauten vorgenommen. Das Schiff erhielt unter anderem den schrägen Atlantiksteven und eine Schornsteinkappe. Im Februar 1940 unternahm die Admiral Hipper mit den Schlachtschiffen Scharnhorst und Gneisenau einen kurzen Vorstoß in die nördliche Nordsee („Unternehmen Nordmark“).

### Unternehmen Weserübung

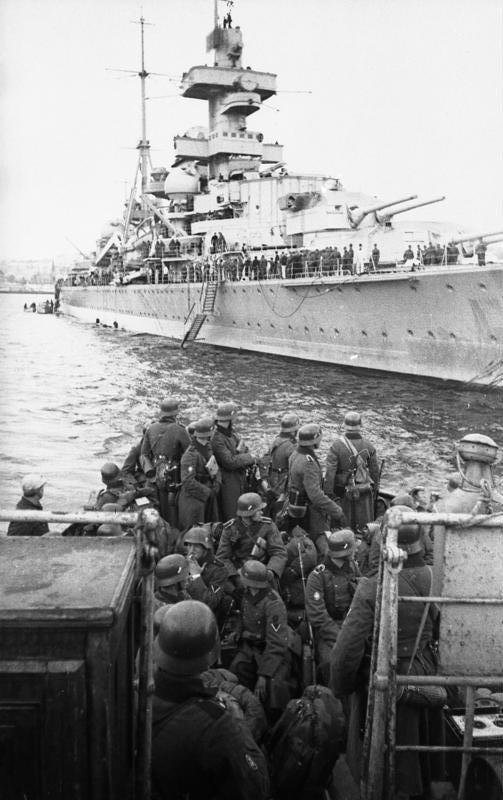
Die Admiral Hipper während des Unternehmens Weserübung beim Ausladen von Truppen in Trondheim

Beim „Unternehmen Weserübung“ war der Kreuzer Führungsschiff der Gruppe 2, die Gebirgsjäger in Trondheim landen sollte. Mit den Zerstörern Paul Jacobi, Theodor Riedel, Bruno Heinemann und Friedrich Eckoldt nahm die Admiral Hipper am 6. April 1940 in Cuxhaven 1.200 Mann vom Gebirgsjäger-Regiment 138 an Bord.
Auf dem Marsch nach Norden traf der Kreuzer am Morgen des 8. April auf den britischen Zerstörer Glowworm. Die Glowworm nahm den ungleichen Kampf auf, legte eine Nebelwand und wurde von der überlegenen Artillerie der Admiral Hipper mehrmals schwer getroffen. Es gelang ihr, drei Torpedos auf die Admiral Hipper abzuschießen, die jedoch nicht trafen. Ein letzter Versuch bestand darin, die Admiral Hipper zu rammen, wobei die Admiral Hipper am Bug beschädigt wurde. Die Glowworm geriet unter den Bug der Admiral Hipper, und das Vorschiff des Zerstörers wurde bis zum Brückenaufbau abgetrennt. Die brennende Glowworm trieb noch einige Minuten neben der Admiral Hipper und kenterte dann. Dabei explodierten die Kessel des Zerstörers. Nur 40 Mann konnten von der Admiral Hipper gerettet werden, einige von ihnen mit schweren Vergiftungen durch ausgelaufenes Heizöl. Zwei Überlebende starben an Bord des Kreuzers. Der Kommandant der Glowworm, Lieutenant Commander Gerard Roope, der ebenfalls versuchte, an Bord der Admiral Hipper zu gelangen, stürzte bei diesem Versuch jedoch entkräftet ins Wasser zurück. Er erhielt posthum als erster britischer Soldat im Zweiten Weltkrieg das Victoria-Kreuz, die höchste britische Tapferkeitsauszeichnung, die 1939–1945 nur 24-mal in der Royal Navy vergeben wurde. Dies geschah unter anderem aufgrund eines Berichts, den Kapitän zur See Hellmuth Heye, der Kommandant der Admiral Hipper, über das Rote Kreuz an die britische Admiralität übermittelte.
Im Morgengrauen des nächsten Tages landete die Gruppe 2 ihre Truppen in Trondheim. Am 10. April kehrte der Kreuzer nach Wilhelmshaven zurück, um in der Werft den beschädigten Bug reparieren zu lassen.

### Unternehmen Juno
Am 4. Juni 1940 lief die Admiral Hipper zusammen mit den beiden Schlachtschiffen Scharnhorst und Gneisenau sowie in Begleitung der Zerstörer Hans Lody, Hermann Schoemann, Erich Steinbrinck und Karl Galster von Kiel zum „Unternehmen Juno“ aus. Der vom Flottenchef Admiral Wilhelm Marschall befehligte Verband sollte die deutschen Truppen in Narvik entlasten. Am 8. Juni standen die Schiffe auf der Höhe von Harstad. Dort trafen sie auf den Rückzug der britischen Truppen aus Nordnorwegen. Die Admiral Hipper konnte mit ihren Zerstörern den U-Jäger Juniper, den großen Tanker Oil Pioneer und den Truppentransporter Orama versenken. Danach trennte sich der deutsche Verband. Die Admiral Hipper lief mit den Zerstörern nach Trondheim. Die Scharnhorst und die Gneisenau blieben in besagtem Seegebiet, wo sie schließlich den Flugzeugträger Glorious und seine Begleitzerstörer Acasta und Ardent stellen und versenken konnten.
Schon am 20. Juni sollte die Admiral Hipper mit der Gneisenau wieder auslaufen, um die britischen Rückzugsbewegungen zu stören. Diesmal führte Vizeadmiral Günther Lütjens den Verband. Dieser Einsatz endete schon am Fjordausgang von Trondheim, wo die Gneisenau vom britischen U-Boot Clyde torpediert wurde. Beide Schiffe kehrten daraufhin nach Trondheim zurück.
Am 25. Juli lief die Admiral Hipper zum Handelskrieg ins Nordmeer aus, während die Gneisenau nach Deutschland zurückkehrte. Am 1. August konnte ein finnischer Frachter als Prise aufgebracht werden. In den nächsten Tagen operierte der Kreuzer erfolglos in der Barentssee. Schließlich wurde die Admiral Hipper wieder nach Hause beordert. Nach einer Brennstoffübernahme vom Tanker Dithmarschen ging es zurück nach Wilhelmshaven, wo das Schiff am 10. August in die Werft ging.

### Handelskrieg im Atlantik

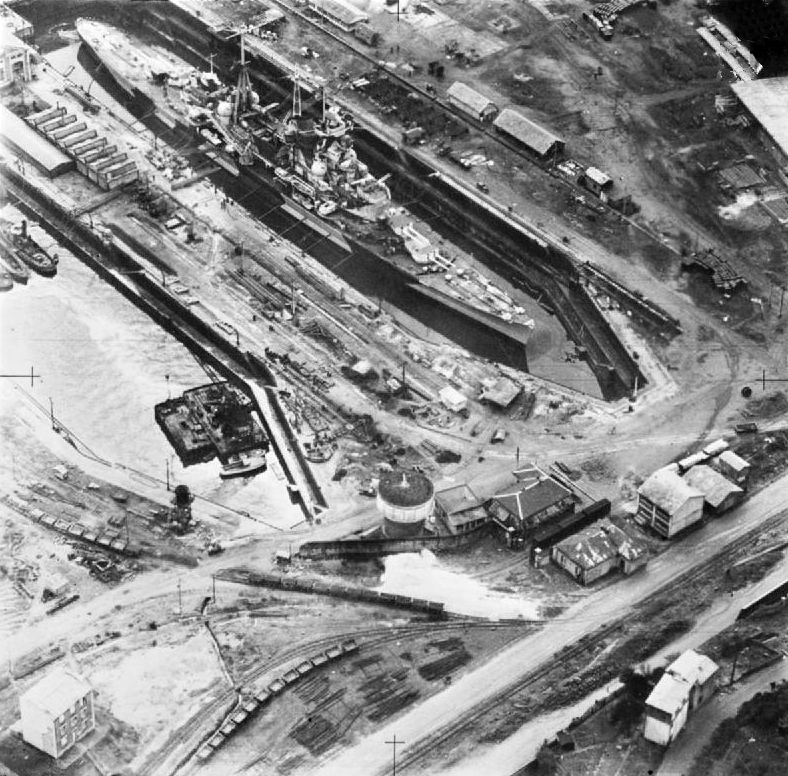
Admiral Hipper 1941 im Trockendock der Marinebasis Brest

Im September 1940 sollte die Admiral Hipper mit dem Unternehmen Nordseetour zum Handelskrieg im Nordatlantik auslaufen. Wegen eines Großbrandes im Maschinenraum musste das Schiff vor Südnorwegen umkehren. Am 30. November konnte es wieder auslaufen. Unbehelligt wurde die Dänemarkstraße passiert und der Atlantik erreicht. Nach zwei Treibstoffübernahmen vom Tanker Friedrich Brehme stieß die Admiral Hipper am Morgen des 25. Dezember nördlich der Azoren auf den Konvoi WS-5A. Wider Erwarten war der Geleitzug durch einen Flugzeugträger, einen Schweren und zwei Leichte Kreuzer stark gesichert. Es kam zu einem kurzen Gefecht mit dem Schweren Kreuzer Berwick, der drei Treffer erhielt. Nachdem technische Störungen aufgetreten waren und als der britische Geleitschutz die Admiral Hipper in die Zange nehmen wollte, lief sie schleunigst ab. Auf dem Weg zur Marinebasis Brest im besetzten Frankreich konnte noch der britische Dampfer Jumna, ein Einzelfahrer, versenkt werden.
Am 1. Februar 1941 lief die Admiral Hipper von Brest zum zweiten Atlantikunternehmen aus. Am 11. Februar versenkte sie den britischen Frachter Iceland (1236 BRT) aus dem Geleitzug HG 53. Dieser hatte zuvor schon durch U-Boote und Flugzeuge des Kampfgeschwaders 40 acht Frachtschiffe verloren. Am nächsten Tag traf sie auf den aus 19 Schiffen bestehenden ungesicherten Geleitzug SLS 64. Aus diesem konnte sie sieben Frachtschiffe mit über 32.000 BRT versenken. Am 14. Februar war die Admiral Hipper wieder in Brest. Die britischen Luftangriffe nahmen zu. Die Admiral Hipper war bislang mit viel Glück von Treffern verschont geblieben. Deshalb entschied die Seekriegsleitung, das Schiff wieder in die Heimat zu holen. Am 15. März verließ der Kreuzer Brest. Nach einer Brennstoffergänzung im Nordatlantik passierte er wieder ungeschoren die Dänemarkstraße und erreichte am 28. März Kiel. Die nächsten Monate verbrachte das Schiff in der Werft.

### Einsätze im Nordmeer 1942
Im März 1942 fuhr die Admiral Hipper  nach Norwegen. Nach einiger Liegezeit im Lofjord, einem Ausläufer des Trondheimfjords, lief sie am 2. Juli mit dem Schlachtschiff Tirpitz und einigen Zerstörern (Kampfgruppe 1 unter Admiral Otto Schniewind) zum „Unternehmen Rösselsprung“ aus. Dabei handelte es sich um einen Angriff auf den Nordmeergeleitzug PQ-17. Im Altafjord stieß die Kampfgruppe 2 (Vizeadmiral Oskar Kummetz) dazu. Sie bestand aus den Schweren Kreuzern Lützow und Admiral Scheer. Am 5. Juli nahmen beide Gruppen Kurs auf den Geleitzug. Noch am selben Abend wurde die Operation abgebrochen. U-Boote und Flugzeuge hatten den PQ-17 bereits so heftig angegriffen, dass sich die Schiffe zerstreut hatten. Einen Tag später ankerte die Admiral Hipper in der Bogenbucht bei Narvik und verlegte danach bis zum 10. September in den Lofjord. Am 13. September ankerte der Kreuzer wieder im Altafjord.
Vom 24. bis zum 28. September 1942 fand eine Minenoperation in der Barentssee („Unternehmen Zarin“) statt. Vor der Insel Nowaja Semlja wurden 96 Minen gelegt. Im November folgte mit dem „Unternehmen Hoffnung“ ein ergebnisloser Vorstoß gegen die sowjetische Schifffahrt im Eismeer.

### Unternehmen Regenbogen
Am 30. Dezember 1942 lief die Admiral Hipper zusammen mit der Lützow  und acht Zerstörern zum „Unternehmen Regenbogen“ aus. Die von Vizeadmiral Oskar Kummetz befehligte Kampfgruppe sollte den Geleitzug JW-51 B in der Nähe der Bäreninsel angreifen. Am Morgen des nächsten Tages sollte die Admiral Hipper mit den vier ihr zugeteilten Zerstörern von Norden her die britische Konvoisicherung auf sich ziehen. Zugleich sollte die Lützow mit ihren Zerstörern die Frachter von Süden her angreifen. Wegen schlechter Sicht misslang der Zangenangriff. Unerwartet wurde die Admiral Hipper von einer unerkannten Fernsicherung des Geleits von Norden her beschossen. Sie erhielt drei Treffer durch 6-Zoll-Granaten vom Leichten Kreuzer Sheffield. Dadurch fiel der Kesselraum 3 aus. Kurze Zeit später wurde der Zerstörer Friedrich Eckholdt durch die Sheffield versenkt, die irrtümlich für die Admiral Hipper gehalten worden war. Admiral Kummetz ließ die Operation abbrechen und führte seine Schiffe in den Altafjord zurück. Die Admiral Hipper konnte bei dem Gefecht den Zerstörer Achates und den Minensucher Bramble versenken.

### Der Zeitraum 1943–1945

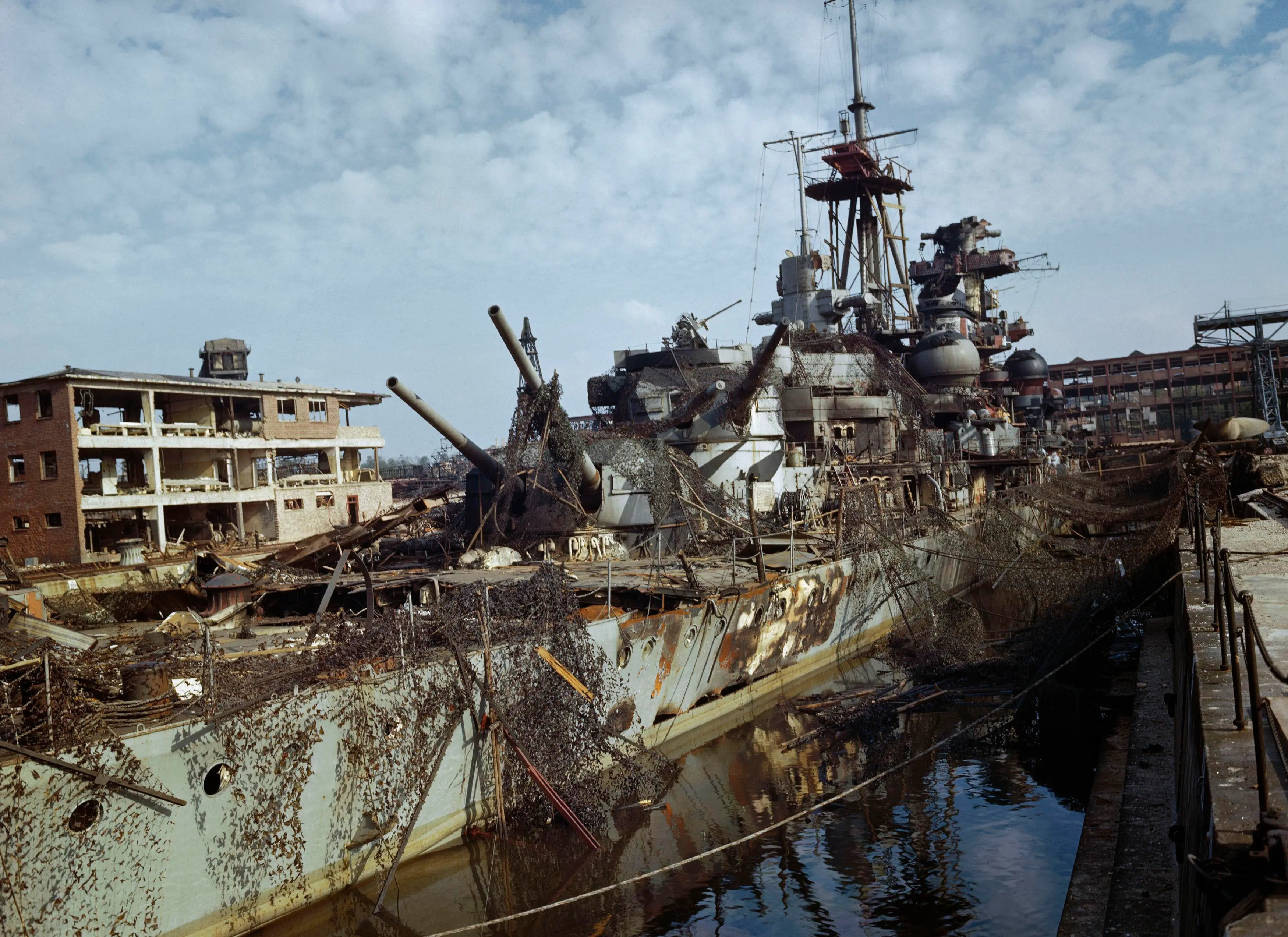
Wrack der Admiral Hipper nach der Sprengung im Trockendock teilweise noch mit Tarnnetzen verhängt

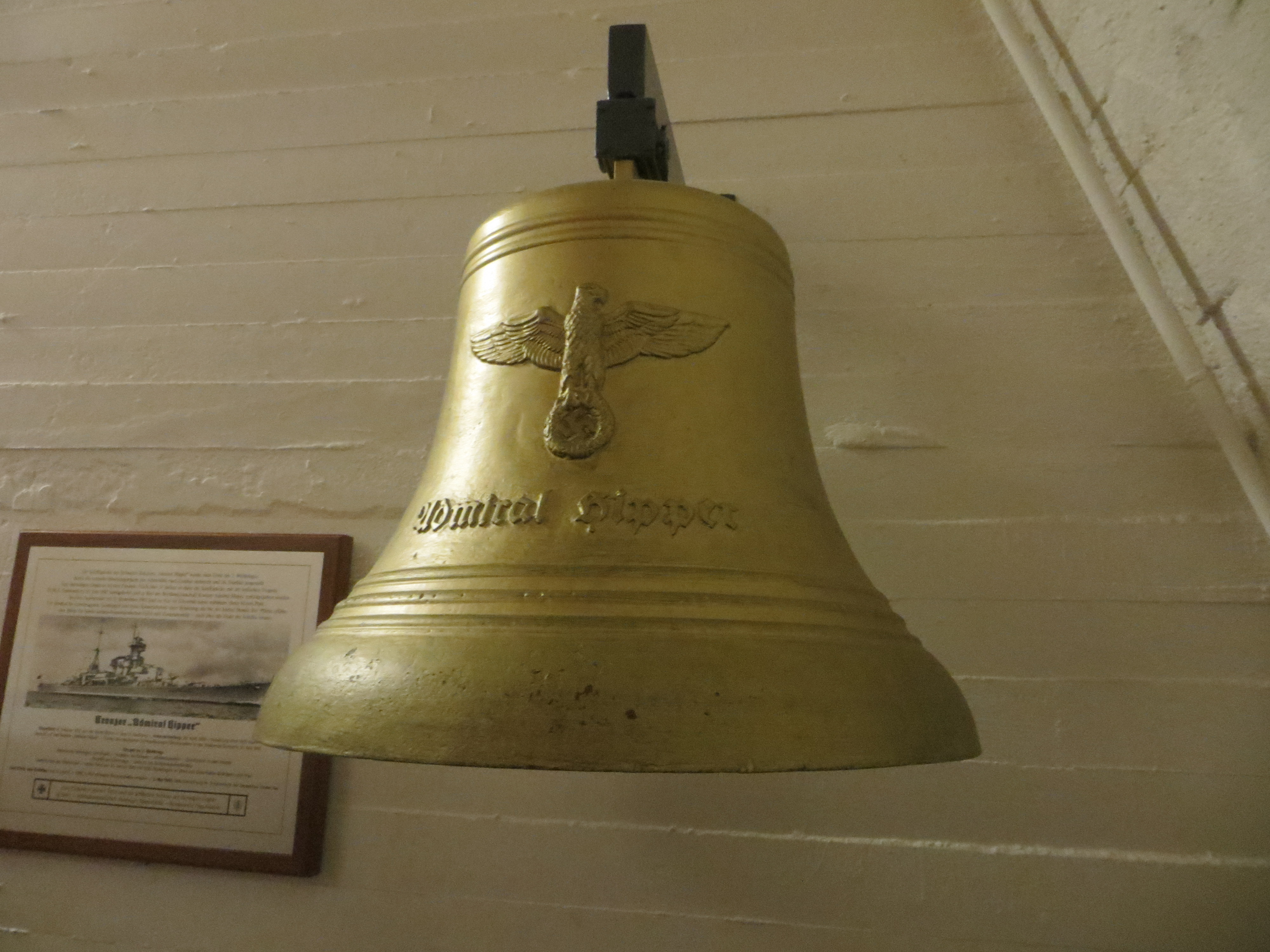
Schiffsglocke der Admiral Hipper im Marine-Ehrenmal Laboe (2015)

Am 7. Februar 1943 kehrte das Schiff nach Kiel zurück. Am 28. Februar wurde es in Wilhelmshaven außer Dienst gestellt. Wegen der zunehmenden Intensität alliierter Luftangriffe wurde die Admiral Hipper im April nach Pillau geschleppt. Im März 1944 wurde das Schiff in Gotenhafen für die Ausbildung neuer Rekruten wieder in Dienst gestellt. Längere Werftaufenthalte und Probefahrten folgten. Am 30. Januar 1945 nahm die Admiral Hipper im Zuge des „Unternehmens Hannibal“ etwa 1.500 Flüchtlinge an Bord und brachte sie nach Kiel. Bei den Deutschen Werken sollte nun endlich der Kesselraum 3 repariert werden. Dabei passierte das Schiff die Wilhelm Gustloff, wenige Minuten nachdem diese von drei sowjetischen Torpedos getroffen worden war. Zwar war an Bord alles für die Aufnahme von Schiffbrüchigen vorbereitet worden, aufgrund einer eingehenden U-Boot-Warnung musste die Admiral Hipper die Unglücksstelle jedoch unmittelbar nach dem Eintreffen unverrichteter Dinge wieder verlassen. Im April erhielt das Schiff bei zwei Luftangriffen auf Kiel Bombentreffer und war nicht mehr einsatzfähig. Am 3. Mai 1945 wurde der Schwere Kreuzer Admiral Hipper im Dock gesprengt.
Das Schiff wurde später von den Briten abgedichtet, anschließend in die Heikendorfer Bucht geschleppt und dort gegenüber dem Leichten Kreuzer Emden auf Grund gesetzt. Die Abwrackung erfolgte im Jahr 1946. Die Schiffsglocke befindet sich im Marineehrenmal in Laboe.

## Kommandanten
- Kapitän zur See Hellmuth Heye: von April 1939 bis September 1940
- Kapitän zur See/Konteradmiral Wilhelm Meisel: von September 1940 bis November 1942
- Kapitän zur See Hans Hartmann: von November 1942 bis Februar 1943
- Kapitän zur See Fritz Krauss: Februar 1943, mit der Wahrnehmung der Geschäfte beauftragt
- Kapitän zur See Hans Henigst: von März 1944 bis Kriegsende

## Bekannte Besatzungsangehörige (Auswahl)
- Karl H. Peter (1918–2003), war von 1973 bis 1977 als Konteradmiral Personalchef beim Supreme Headquarters Allied Powers Europe